# Franzensdorf

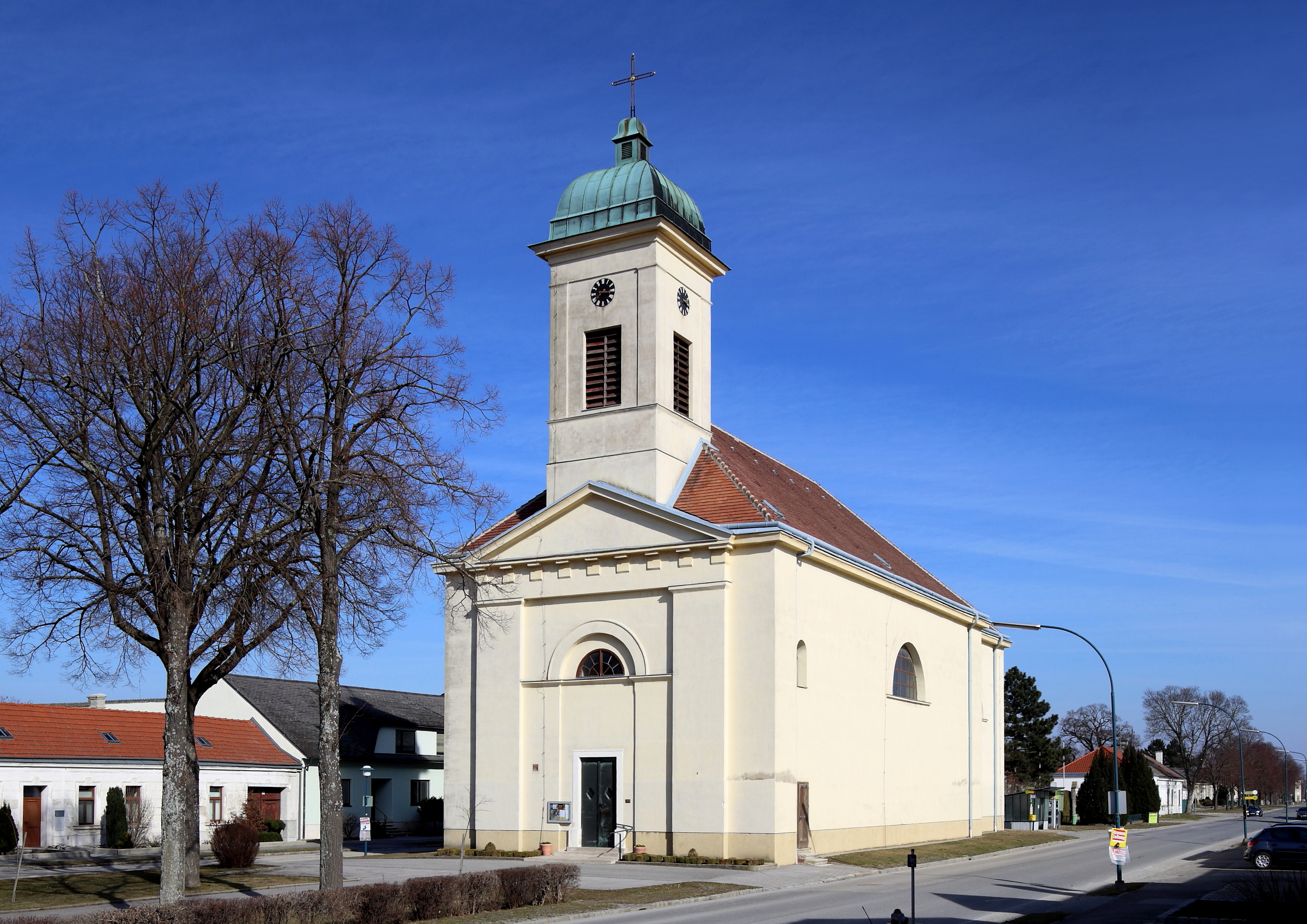
Pfarrkirche hl. Josef

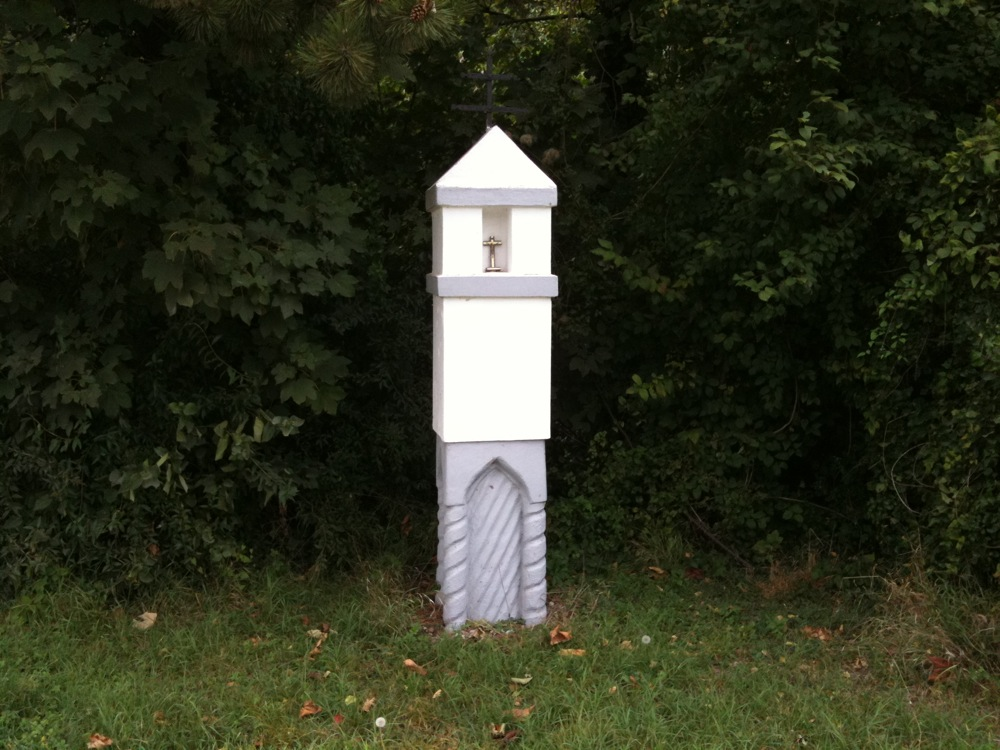
Tabernakelbildstock

Franzensdorf ist ein Dorf, eine Ortschaft und eine Katastralgemeinde der Gemeinde Groß-Enzersdorf im Bezirk Gänserndorf in Niederösterreich. Franzensdorf trug bis 1835 den Namen Kimmerleinsdorf und wurde südlich des beim Donauhochwasser 1830 zerstörten alten Dorfes neu angelegt. Die Ortschaft hat 344 Einwohner (Stand 1. Jänner 2024).

## Geographie
Franzensdorf befindet sich 20 km östlich des Wiener Stadtzentrums auf dem Marchfeld.
Nachbarorte sind Glinzendorf im Norden, Leopoldsdorf im Marchfelde im Nordosten, Breitstetten im Osten, Andlersdorf im Südosten, Matzneusiedl im Süden, Probstdorf im Südwesten, Wittau und Neu-Oberhausen im Westen sowie Rutzendorf im Nordwesten.

## Geschichte
Die erste urkundliche Erwähnung von Kimmerleinsdorf erfolgte 1308. Kimmerleinsdorf war Pfarrdorf für Andlersdorf und Rutzendorf. In den 1820er Jahren bestand das Dorf aus 62 Häusern. Die Bewohner lebten größtenteils von der Landwirtschaft; in Kimmerleinsdorf gab es einen Doppellehner, 32 Ganzlehner, zwei Halblehner, drei Viertellehner und acht Kleinhäusler.
Am 28. Februar 1830 hatte Treibeis auf der Höhe von Stadlau während eines Winterhochwassers der damals noch unregulierten Donau einen Eisstoß gebildet, der in der Nacht zum 1. März brach. Die Wassermassen bahnten sich von Leopoldau über Breitenlee, Markgrafneusiedl, Großhofen, Glinzendorf, Rutzendorf, Kimmerleinsdorf, Breitstetten, Haringsee, Straudorf und Wagram an der Donau ihren Weg über das Marchfeld und flossen bei Stopfenreuth wieder in das Flussbett der Donau. Da die Eisflut Kimmerleinsdorf erst in den frühen Morgenstunden erreichte, konnten die meisten der Einwohner bloß noch ihr Leben retten; zur Bergung des Hab und Gutes verblieb keine Zeit. Da fast alle Häuser von Kimmerleinsdorf – wie im Marchfeld üblich – aus Lehmziegeln errichtet waren, hielten sie der Nässe nur kurz stand und stürzten ein. Die Wassermassen erreichten eine Höhe von ca. 2,80 m und standen noch bis Mai in dem in einer leichten Senke gelegenen zerstörten Dorf. 58 der 62 Häuser waren zusammengefallen, zwölf Einwohner waren in den Fluten oder ihren einstürzenden Häusern zu Tode gekommen. An Nutzvieh ertranken sechzig Pferde, 150 Rinder sowie 250 Schafe. Erhalten blieben die Kirche, der Pfarrhof, das Schulhaus, das Wirtshaus, die Häuser Nr. 25 und 44 sowie der Schüttkasten des Hauses Nr. 35.
Mit starker Unterstützung durch Kaiser Franz I. erfolgte ab August 1830 der Wiederaufbau von Kimmerleinsdorf. Zum besseren Schutz vor Hochwassern wurde das Dorf dabei aus der Senke nach Süden verlegt. Die Bewohner der südlichen Dorfzeile behielten ihre Grundstücke und errichteten ihre neuen Häuser im hinteren Teil. Den Bewohnern der nördlichen Zeile wurden neue Grundstücke südlich des alten Dorfes zugeteilt. Lediglich die Kirche und der Friedhof, das Haus Nr. 44 – dessen Besitzer, sich weigerte, sein Haus in das neue Dorf umzubauen – sowie der Schüttkasten des Hauses Nr. 35 verblieben an ihrem alten Platz. Die tragenden Wände der neuen Häuser wurden nunmehr aus gebrannten Ziegeln errichtet. 1832 war der Wiederaufbau abgeschlossen, die Bewohner suchten im selben Jahr bei Kaiser Franz I. um Umbenennung des Dorfes in Franzensdorf. Nach dem Tode des Kaisers wurde dem Gesuch 1835 durch seinen Nachfolger Ferdinand I. stattgegeben. Die Kirche war durch die Fluten so stark geschädigt, dass sich ein Neubau erforderlich machte. Dieser wurde ab 1837 in der Mitte des neuen Dorfes angelegt und 1842 geweiht. Am Platz der alten Kirche entstand später die Radl-Kapelle. Auf Initiative des Bürgermeisters Leopold Radl wurde 1913 die zum Hochwasserschutz errichtete alte Wehr abgetragen und im Jahre 1914 eine neue Feld- und Wegeeinteilung vorgenommen. Am 14. September 1930 wurde ein Denkmal an den Eisstoß enthüllt.
Laut Adressbuch von Österreich waren im Jahr 1938 in der Ortsgemeinde Franzensdorf ein Bäcker, ein Fleischer, zwei Gastwirte, vier Gemischtwarenhändler, zwei Hebammen, zwei Schlosser, ein Schmied, ein Schneider und eine Schneiderin, zwei Schuster, ein Wagner und zahllose Landwirte ansässig.
Gegen Ende des Zweiten Weltkrieges wurden im Jahr 1944 während der Sommermonate ungarische Juden als Zwangsarbeiter im landwirtschaftlichen Bereich eingesetzt.
Im Zuge der Schaffung von Groß-Wien wurde am 15. Oktober 1938 der Bezirk Floridsdorf-Umgebung aufgelöst und alle Gemeinden, darunter auch Franzensdorf nach Wien eingemeindet. 1954 wurde Franzensdorf wieder eine selbständige Gemeinde, diesmal im Bezirk Wien-Umgebung. Mit 1. Jänner 1972 wurden im Rahmen der Niederösterreichischen Kommunalstrukturverbesserung die bis dahin selbständigen Gemeinden Schönau an der Donau, Franzensdorf, Mühlleiten, Probstdorf, Wittau nach Groß-Enzersdorf eingemeindet.

## Kultur und Sehenswürdigkeiten
- Pfarrkirche hl. Josef, spätklassizistischer Bau aus dem Jahre 1842. Die Orgel ist ein Werk von Josef Loyp und wurde 1844 fertiggestellt. Die Gemälde Die heilige Familie und Der heilige Martin schuf Leopold Kupelwieser.
- Tabernakelbildstock an der Breitstettner Straße
- Radl-Kapelle an der Stelle der alten Kirche, eine Tafel zeigt den Wasserstand am 1. März 1830
- Denkmal an den Eisstoß von 1830, enthüllt am 14. September 1930.

## Persönlichkeiten
- Klaus Buchleitner (* 1964), Manager und Generaldirektor der Raiffeisenlandesbank Niederösterreich-Wien